# Henry Barker Hill
Henry Barker Hill (27 avril 1849 - 6 avril 1903) est un chimiste américain et directeur du laboratoire de chimie de l'université Harvard.

## Biographie
Henry Barker Hill est né à Waltham, Massachusetts le 27 avril 1849, fils du révérend Thomas Hill, président d'Antioch College et de Harvard.
Il est diplômé de Harvard en 1869, puis étudie à Berlin avec August Wilhelm von Hofmann. À son retour, il devient assistant en chimie à Harvard, travaillant aux côtés de Charles Loring Jackson sous la direction du professeur Josiah Parsons Cooke. Hill devient professeur adjoint en 1874 et professeur titulaire en 1884. Il est membre de l'Académie nationale des sciences et membre de l'Académie américaine des arts et des sciences.
Il meurt chez lui à Chestnut Hill (Massachusetts) le 6 avril 1903.